# Georg Christian Lehms

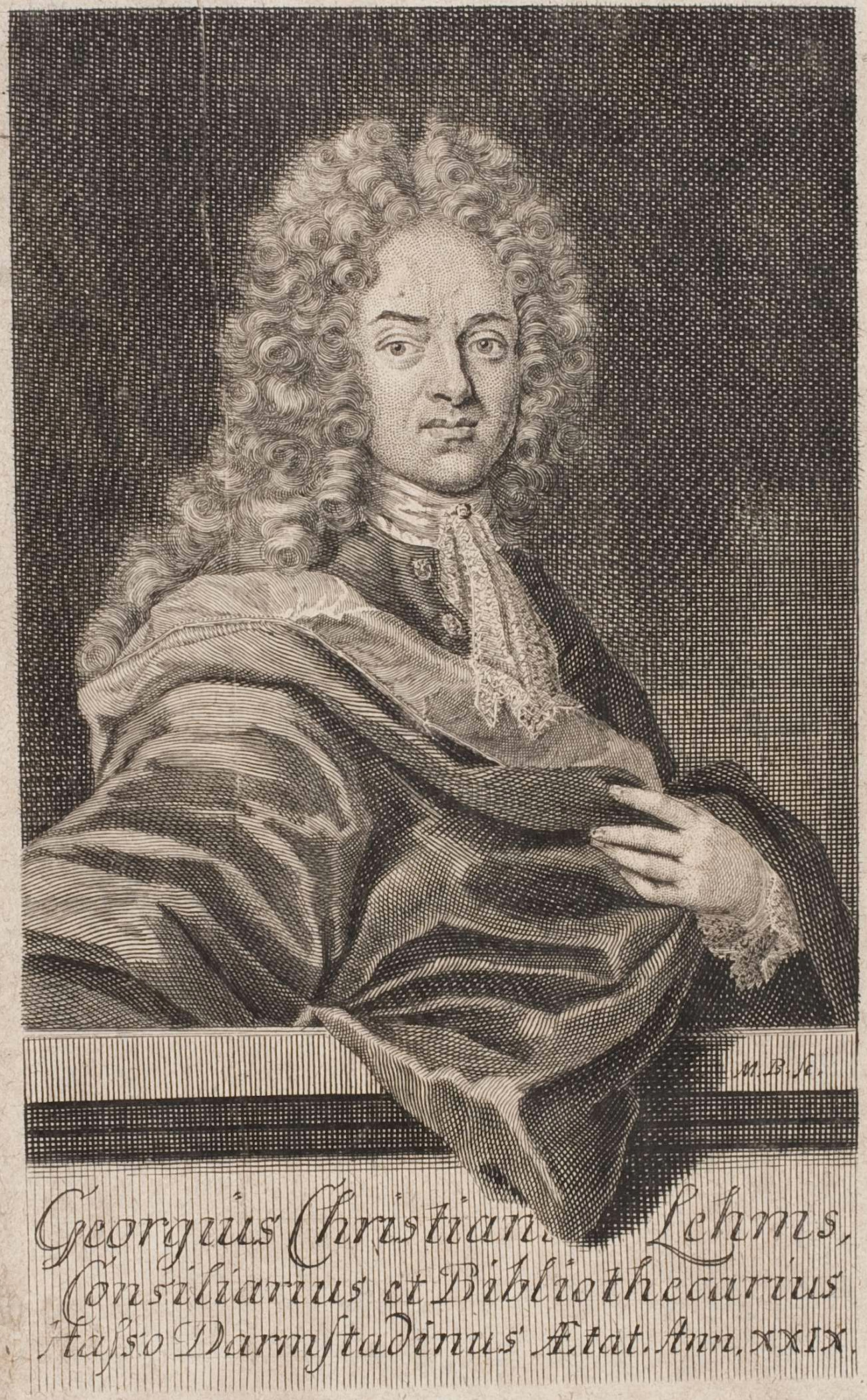
Georg Christian Lehms

Georg Christian Lehms (* 1684 in Liegnitz; † 15. Mai 1717 in Darmstadt) war ein deutscher Dichter (Pseudonym Pallidor).

## Leben
Lehms besuchte das Gymnasium in Görlitz und studierte danach in Leipzig. Ende des Jahres 1710 bekam er eine Stelle als Hofpoet und Hofbibliothekar in Darmstadt, wo er vor 1713 zum Fürstlichen Rat ernannt wurde. Er starb noch in jungen Jahren an Lungentuberkulose.
Neben dem Lexikon Teutschlands galante Poetinnen, das ihn bekanntgemacht hat, verfasste er „galante“ Romane, Opernlibretti sowie mehrere Kantatenjahrgänge für die Darmstädter Hofgottesdienste.  Einige seiner Kantatentexte wurden von Johann Sebastian Bach, Georg Philipp Telemann, Christoph Graupner und Gottfried Grünewald vertont.

## Werke (Auswahl)
- Die unglückselige Princessin Michal und der verfolgte David.  Hannover: Nicolaus Förster, 1707
- Des israelitischen Printzens Absolons und seiner Prinzcessin Schwester Thamar Staats-, Lebens- und Helden-Geschichte. Nürnberg: Zieger, 1710
- Gottgefälliges Kirchen=Opffer in einem gantzen Jahr=Gange Andächtiger Betrachtungen über die gewöhnlichen Sonn= und Festtags Darmstadt (Bachmann) 1711 Digitalisat
- Das singende Lob Gottes, in einem Jahrgang andächtiger und Gottgefälliger Kirch-Music.  Darmstadt: Johann Georg John, 1712 Digitalisat
- Der weise König Salomo, in einer Staats- und Helden-Geschichte.  Hamburg und Leipzig: Johann von Wiering, 1712
- Texte zur Music , wie solche in der Hochfürstl. Schloß-Kirche zu Darmstadt vom Neuen Jahr 1714 biß künfftige Ostern sollen musiciret werden. Darmstadt 1713 Digitalisat
- Ein neues Lied, So dem Herren Dieses gantze M.D.CC.XVIte Jahr hindurch In dem Fürstl. Heß. Darmbstädtischen Zion soll musiciret werden, Darmstadt, (Haußmann) 1715 Digitalisat
- Divertissement.. Darmstadt 1717 digitalisat
- Teutschlands galante Poetinnen.  2 Tle., Frankfurt/Main: Samuel Tobias Hocker, 1714–15 (Nachdruck Darmstadt 1966 u. Leipzig 1973)
- Davids Heilightum [Heiligtum] in Zion oder ein neuer Jahr-Gang andächtiger Kirchen-Music auf das Jahr 1715. Digitalisat
- Die Historie des heutigen Seculi: Erster Periodus Digitalisat

### Bachkantaten, denen Texte von Lehms zu Grunde liegen
- Meine Seufzer, meine Tränen (BWV 13)
- Herr Gott, dich loben wir (BWV 16)
- Liebster Jesu, mein Verlangen (BWV 32)
- Geist und Seele wird verwirret (BWV 35)
- Widerstehe doch der Sünde (BWV 54)
- Selig ist der Mann (BWV 57)
- Unser Mund sei voll Lachens (BWV 110)
- Süßer Trost, mein Jesus kömmt (BWV 151)
- Vergnügte Ruh, beliebte Seelenlust (BWV 170)
- Mein Herze schwimmt im Blut (BWV 199)

## Werk- und Literaturverzeichnis
- Gerhard Dünnhaupt: Georg Christian Lehms. In: Personalbibliographien zu den Drucken des Barock, Band 4. Hiersemann, Stuttgart 1991, ISBN 3-7772-9122-6, S. 2576–2588.